# Asahi-Zeichen
Die sogenannten Asahi-Zeichen (jap. 朝日文字, Asahi moji) sind spezielle Formen der Kanji, wie sie von der Zeitung Asahi Shimbun eingeführt wurden, und auch nahezu ausschließlich von ihr benutzt werden.
Bei der japanischen Schriftreform 1946 wurden die Formen zahlreicher chinesischer Schriftzeichen vereinfacht (Shinjitai), unter anderem um das Erlernen der japanischen Schrift zu vereinfachen und Zeichen besser erkennbar zu machen, wenn sie in kleinen Schriftgrößen gedruckt werden. Ein Beispiel sind die Schriftzeichen für Wirtschaft, keizai, die von 經濟 nach 経済 verkürzt wurden. Die vom japanischen Bildungsministerium veröffentlichte Liste der Vereinfachungen betraf jedoch nur eine Auswahl von 1850 Schriftzeichen, die Tōyō-Kanji. Zeichen außerhalb dieser Liste, die sogenannten Hyōgaiji (表外字), wurden dagegen in der alten Form (Kyūjitai) belassen, selbst wenn sie aus Elementen bestanden, die in den Tōyō-Kanji vereinfacht wurden. In der Asahi Shimbun wurden dagegen alle Zeichen, die solche vereinfachten Elemente enthielten, grundsätzlich vereinfacht.
Die Zeichen 齊, 齋, 劑 und 濟 beispielsweise, die sich auf der Tōyō-Kanji-Liste fanden, wurden zu 斉, 斎, 剤 und 済 vereinfacht. Zeichen außerhalb dieser Liste mit dem gleichen Element (齊), zum Beispiel 臍, 纃 und 薺 wurden dagegen nicht vereinfacht. Das Zeichen 臍 (heso, „Bauchnabel“) wird in der Asahi Shimbun als 𦜝 (月斉) gedruckt, 齟齬 (sogo, „Widerspruch, Zwiespalt“) als 𪗱𪘚 (歯且歯吾).
Neben der Implementation in Unicode (v. a. im Unicodeblock Vereinheitlichte CJK-Ideogramme, Erweiterung B) wurden einige dieser Zeichen auch in die japanischen Schriftsätze ab JIS X 0208 aufgenommen. Einige der Asahi-Zeichen sind zum De-facto-Standard geworden, einmal weil sie sich bei geringen Bildschirmauflösungen besser darstellen lassen, zum anderen weil sie vor den ursprünglichen Formen implementiert wurden. Ein Beispiel dafür ist 鹸 ken in 石鹸 (sekken, „Seife“), dessen Kyūjitai-Form 鹼 erst später in den Standard aufgenommen wurde. Das Schriftzeichen 葛 (Kuzu) hat einige Kontroversen ausgelöst, weil nur das vereinfachte Schriftzeichen in den JIS-Standard aufgenommen wurde, das ursprüngliche 葛 verwendet 曷 als unteres Element. Proteste kamen sowohl aus Ortschaften, die das Zeichen im Namen führen, wie der Tokyoter Stadtbezirk Katsushika (葛飾区, -ku), als auch von Personen, deren Name mit diesem Zeichen geschrieben wird.
Es bestehen auch bei anderen Zeitungen Überlegungen, wie in der Asahi Shimbun die konsequente Vereinfachung der Radikale 162 von 辶 zu 辶, und von 113 示 zu 礻 auf alle Zeichen anzuwenden.